# Big East Conference (1979-2013)
La Big East Conference sino al 2013 è stata una delle conference maggiori dello sport NCAA, nata nel 1979 raggruppando alcuni importanti atenei del nord-est degli Stati Uniti, ha subito diversi cambiamenti fra gli affiliati sino al 2013 quando si divise in due: una che ha mantenuto il nome Big East Conference e un'altra che ha preso il nome American Athletic Conference. Prima della divisione la conference copriva una porzione molto vasta del territorio nordamericano, dalla Marquette University di Milwaukee fino alla Connecticut University da ovest a est mentre la componente più meridionale è quella della University of South Florida.

## Nascita e primi successi
La Big East nacque nel 1979 quando Seton Hall, Connecticut, e Boston College risposero all'invito di Georgetown, St.John, Providence e Syracuse per costituire una nuova conference. L'anno successivo aderì Villanova e due anni dopo Pittsburgh.
Le università competevano in diverse discipline sportive ma la loro eccellenza era nelle squadre di pallacanestro. Alle final four del 1985 tre squadre provenivano dalla big east. Il fatto che le fasi finali del torneo di basket si svolgessero al Madison Square Garden di New York contribuì al prestigio della conference

## Apertura al football americano
Nel 1991 i dirigenti della Big East decisero di organizzare anche un torneo di football americano. Poiché non tutte le squadre fondatrici avevano un programma di football o per lo meno uno di alto livello fu chiesto ad altri atenei di diventare membri della conference. L'adesione di università con rinomati programmi sportivi contribuì ad attirare l'attenzione dei media e furono stipulati proficui contratti con ESPN e altre tv

## Contraddizioni e instabilità
La big east mancava però di omogeneità e di equilibrio: alcune università partecipavano a tutte le competizioni, altre a tutte tranne il torneo di football, altre ancora unicamente al torneo di football, in più i grandi successi nella pallacanestro non furono emulati dal football americano . Questa situazione fece sì che negli anni ci furono numerosi cambiamenti tra i membri della conference.

## L'uscita delle Catholic 7 e la scissione della vecchia Big East
Il 13 dicembre 2012 in vista dell'ennesimo ridisegno della conference, sette università, Seton Hall, Georgetown, St.John, Providence, Villanova, DePaul e Marquette chiamate dai media Catholic 7, annunciarono la loro intenzione di dar vita ad una nuova conference. Oltre alla loro confessione religiosa caratteristica comune di questi atenei era la netta preminenza del programma di pallacanestro su quello di football, spesso neppure presente nelle attività sportive dei vari atenei. 
L'associazione nata dalle Catholic 7 a cui subito si aggiunsero, provenienti da altre conference,  Xavier, Creighton e Butler (unico college non cattolico) mantenne il nome Big East e il Madison Square Garden come sede delle finali di basket mentre la conference composta dalle restanti università assunse il nome di American Athletic Conference.

## Le squadre prima della divisione
| Scuola                      | Sede                       | Fondazione | Affiliazione      | Studenti | Squadra di football | Affiliazione | Nickname        |
| --------------------------- | -------------------------- | ---------- | ----------------- | -------- | ------------------- | ------------ | --------------- |
| University of Cincinnati    | Cincinnati (Ohio)          | 1819       | Pubblica          | 35.244   | Si                  | 2005         | Bearcats        |
| University of Connecticut   | Storrs (Connecticut)       | 1881       | Pubblica          | 27.500   | Si                  | 1979         | Huskies         |
| DePaul University           | Chicago (Illinois)         | 1898       | Privata/Cattolica | 23.570   | No                  | 2005         | Blue Demons     |
| Georgetown University       | Washington                 | 1789       | Privata/Cattolica | 13.612   | No                  | 1979         | Hoyas           |
| University of Louisville    | Louisville (Kentucky)      | 1798       | Pubblica          | 21.841   | Si                  | 2005         | Cardinals       |
| Marquette University        | Milwaukee (Wisconsin)      | 1881       | Privata/Cattolica | 11.510   | No                  | 2005         | Golden Eagles   |
| University of Notre Dame    | South Bend (Indiana)       | 1842       | Privata/Cattolica | 11.415   | No                  | 1995         | Fighting Irish  |
| University of Pittsburgh    | Pittsburgh (Pennsylvania)  | 1787       | Semipubblica      | 32.105   | Si                  | 1982         | Panthers        |
| Providence College          | Providence (Rhode Island)  | 1917       | Privata/Cattolica | 3.648    | No                  | 1979         | Friars          |
| Rutgers University          | New Brunswick (New Jersey) | 1766       | Pubblica          | 34.696   | Si                  | 1995         | Scarlet Knights |
| St. John's University       | Queens (New York)          | 1870       | Privata/Cattolica | 19.813   | No                  | 1979         | Red Storm       |
| Seton Hall University       | South Orange (New Jersey)  | 1856       | Privata/Cattolica | 9.700    | No                  | 1979         | Pirates         |
| University of South Florida | Tampa (Florida)            | 1956       | Pubblica          | 40.261   | Si                  | 2005         | Bulls           |
| Syracuse University         | Syracuse (New York)        | 1870       | Privata           | 18.247   | Si                  | 1979         | Orange          |
| Villanova University        | Villanova (Pennsylvania)   | 1842       | Privata/Cattolica | 9.500    | No                  | 1980         | Wildcats        |

### Associati
- Loyola University Maryland (lacrosse femminile)
- Temple University (football americano)

### Ex Membri
- Boston College (1979-2005)
- University of Miami (1991-2004)
- Virginia Tech (2000-2004)
- West Virginia University (1995-2012)